# عقد 600
عقد 600 هو عقد امتد بين 1 يناير 600 و31 ديسمبر 609 بحسب التقويم الميلادي. سبقه عقد 590 ولحقه عقد 610.

## أحداث
- يوم ذي قار (609)

## مواليد
- قرة بن شريك العبسي (601)
- فيتاليان (600)
- عباد بن بشر (606)
- عائشة بنت أبي بكر (605)
- سيرين بنت شمعون (601)
- معاوية بن أبي سفيان (603)
- سنان بن أبي سنان (607)
- روثاري ملك اللومبارد (606)
- رستم فرخزاد (601)
- السائب بن عثمان بن مظعون (603)
- نافع بن الأزرق (601)

## وفيات
- زينب بنت مظعون (601)
- غريغوري الأول (604)
- شرودبيرت (601)
- موريكيوس (602)
- سابينيان (606)
- المنذر الثالث بن الحارث (601)
- سياه الأسواري (601)
- بونيفاس الثالث (607)
- دميانوس (605)
- الإمبراطور وين من سوي (604)
- صفية بنت ثعلبة الشيبانية (601)

## كتب
- Yves Denis Papin (1998). Chronologie de l'histoire ancienne. Lieu de publication non identifié: Éditions Jean-paul Gisserot. ISBN:2-87747-346-5. OCLC:40746926. مؤرشف من الأصل في 2022-03-16.
- موسوعة حضارة العالم (2002) لأحمد محمد عوف.

## روابط خارجية
- تصفح سنة بسنة عقد 600 على موقع onthisday.com
- تصفح سنة بسنة عقد 600 ابتداءً من سنة عقد 600 على موقع المكتبة الوطنية الفرنسية